# Терісаккан
Терісакка́н (каз. Терісаққан) — село у складі Хобдинського району Актюбінської області Казахстану. Входить до складу Терісакканського сільського округу.
У радянські часи село називалось Успеновський або Успеновка.
Населення — 636 осіб (2021; 788 у 2009, 908 у 1999, 1106 у 1989).